# Joe Buckhalter
Joseph A. Buckhalter, detto Joe (Chicago, 1º agosto 1937 – 29 dicembre 2013), è stato un cestista e allenatore di pallacanestro statunitense, professionista nella NBA.

## Carriera
Venne selezionato dai St. Louis Hawks al dodicesimo giro del Draft NBA 1958 (81ª scelta assoluta).